# HOXC10
HOXC10 (англ. Homeobox C10) – білок, який кодується однойменним геном, розташованим у людей на короткому плечі 12-ї хромосоми. Довжина поліпептидного ланцюга білка становить 342 амінокислот, а молекулярна маса — 38 073.
| 10         |  | 20         |  | 30         |  | 40         |  | 50         |
| ---------- |  | ---------- |  | ---------- |  | ---------- |  | ---------- |
| MTCPRNVTPN |  | SYAEPLAAPG |  | GGERYSRSAG |  | MYMQSGSDFN |  | CGVMRGCGLA |
| PSLSKRDEGS |  | SPSLALNTYP |  | SYLSQLDSWG |  | DPKAAYRLEQ |  | PVGRPLSSCS |
| YPPSVKEENV |  | CCMYSAEKRA |  | KSGPEAALYS |  | HPLPESCLGE |  | HEVPVPSYYR |
| ASPSYSALDK |  | TPHCSGANDF |  | EAPFEQRASL |  | NPRAEHLESP |  | QLGGKVSFPE |
| TPKSDSQTPS |  | PNEIKTEQSL |  | AGPKGSPSES |  | EKERAKAADS |  | SPDTSDNEAK |
| EEIKAENTTG |  | NWLTAKSGRK |  | KRCPYTKHQT |  | LELEKEFLFN |  | MYLTRERRLE |
| ISKTINLTDR |  | QVKIWFQNRR |  | MKLKKMNREN |  | RIRELTSNFN |  | FT         |

A: Аланін

C: Цистеїн

D: Аспарагінова кислота

E: Глутамінова кислота

F: Фенілаланін

G: Гліцин

H: Гістидин

I: Ізолейцин

K: Лізин

L: Лейцин

M: Метіонін

N: Аспарагін

P: Пролін

Q: Глутамін

R: Аргінін

S: Серин

T: Треонін

V: Валін

W: Триптофан

Кодований геном білок за функціями належить до білків розвитку, фосфопротеїнів. 
Задіяний у таких біологічних процесах, як транскрипція, регуляція транскрипції. 
Білок має сайт для зв'язування з ДНК. 
Локалізований у ядрі.